# Matjaž Jarc
Matjaž Jarc, slovenski skladatelj, pesnik in pisatelj, *2. september 1954, Ljubljana. 
Po izobrazbi je Jarc pravnik. Med drugimi deli je napisal več oper, simfonij in romanov, za ustvarjanje radijskih iger pa je prejel več domačih in tujih nagrad.

## Življenje
Po končani gimnaziji v Ljubljani se je nekaj let profesionalno ukvarjal z ustvarjanjem gledališke scenske glasbe, nato pa se je zaposlil najprej kot arhivist, nato pa kot pevec v zboru ljubljanske opere. Ob tem se je samostojno izpopolnjeval kot skladatelj. Bil je eden ustanoviteljev Studia Opere in baleta Ljubljana, v katerem so se izpopolnjevali mladi slovenski operni solisti, in njegov operativni vodja. Po končanem študiju prava je postal leta 1994 svetovalec ministra za kulturo in nato leta 1998 vodja sektorja za medije pri Ministrstvu za kulturo RS. Leta 2001 je ustanovil zasebni zavod za spodbujanje ustvarjalnosti, v katerem je kot njegov glavni tajnik organiziral dejavnosti na različnih področjih kulture, urejal knjižne in glasbene izdaje, ob tem pa bil ves čas dejaven kot avtor glasbe in literature, pa tudi kot avtor in režiser radijskih iger in kratkih video filmov. Njegova glasbena dela so izvedli Slovenski komorni zbor Slovenske filharmonije, Simfonični orkester Radiotelevizije Slovenija, Slovenski orkester klarinetov, Celjski godalni orkester, Orkester Mandolina Ljubljana, Lemberg Sinfonietta, Lviv Chamber Choir in številni drugi glasbeniki. Vrhunec njegovega avtorskega dela je opera Alamut, ki jo je leta 2006 napisal po lastnem libretu, naslonjenem na roman Vladimira Bartola.

## Dela
- Gledališka scenska glasba:

Bojan Štih: Spomenik G – Gledališče Glej, Maska/Mestno gledališče Ljubljana;
Bernardo Dovizi Bibbiena: Kalandrija – AGRFT;
Peter Božič: Narobe osliček - Mladinsko gledališče Ljubljana;
Eugène Ionesco: Plešasta pevka – Mladinsko gledališče Ljubljana;
Andrej Hieng: Lažna Ivana – Mestno gledališče Ljubljana;
Milan Jesih: Vzpon zanesenega ekonomista – SNG Drama Ljubljana;
Edvard Kocbek: Tišina osmega jutra – SNG Drama Ljubljana;
William Shakespeare: Koriolan – Primorsko dramsko gledališče Nova Gorica;
France Prešeren: Krst pri Savici – Primorsko dramsko gledališče Nova Gorica;
France Forstnerič: Pijani kurent – SNG Drama Maribor;
James Matthew Barrie: Peter Pan – Lutkovno gledališče Ljubljana;
Kristijan Muck: Svetloba maternice – Cankarjev dom Ljubljana;
Srečko Kosovel: Prostor št. – Gledališče Glej;
- Operne enodejanke:

Hymnos – Zeleni Jurij (posneto v Studiu Opere in baleta SNG Ljubljana);
Odisej : Homer;
Prve jagode;
- Celovečerne opere:

Alamut;
Lepa Vida;
Pod svobodnim soncem;
Živalska farma;
- Simfonična glasba:

Simfonija št. 1;
Simfonija št. 2;
Insania - simfonija št. 3;
Formositas - simfonija št. 4;
Karantenia - simfonija št. 5;
Simfonija št. 6;
Simfonija št. 7 - Rumena roža;
Sinfonietta v A-duru – Slovenske iluzije (izvedba Celjskega godalnega orkestra);
Sinfonietta v F-duru – The New Life;
Sinfonietta v d-molu – The White Dragon;
Sapientia desursum – skladba za zbor in simfonični orkester (izvedba pod pokroviteljstvom Filharmonije Lviv);
Son Chen Dan: koncert za flavto, kitaro in godalni orkester;
L'infinito – poema za zbor in godala (izvedba Slovenskega komornega zbora SF);
Foederis sempiterni – poema za sopran, mešani zbor in godalni orkester (izvedba pod pokroviteljstvom Filharmonije Lviv);
Eclesiastes – poema za orkester, zbor in sopran (izvedba KLK New Music);
Caritas - poema za mezzosopran, zbor in orkester (KLK New Music);
Klara in Claris – skladbi za klarinete (izvedba Slovenskega orkestra klarinetov);
Zbirka skladb za pihalni orkester;
Concertino za marimbo in orkester;
Koncert za kitaro in orkester v G-duru;
- Komorna glasba:

Trije lumbarajski vetri – suita za mandoline (Orkester Mandolina Ljubljana);
Kres – skladba za mandolinski orkester;                             
Selam – fantazija za flavto, klarinet, vibrafon, klavir in godalni kvartet;
Solvenus – skladba za flavto, klarinet, vibrafon, violino in violončelo;
Pomlad jesenska – suita za godalni kvartet;
Zbirka skladb za klasično kitaro;
The Songs of Experience - pesniška zbirka Williama Blake-a, uglasbena za bariton in ženski vokalni sekstet;
Beli valovi – zbirka skladb za dva soprana in duet harf;
Dru – zbirka 13 godalnih kvintetov;
12 skladb za duet kitar;
Tempus fugit – za komorni orkester (izvedba The Phoenix ensemble, KLK New Music);
7 skladb za mandolino, kitaro in mandolo;
Sen – za marimbo in kitaro;
- Diskografija:

SP: Horizont: 500 Wattov, ZKP;
SP: Dado Topić: Dok sjedim ovako u tvojoj blizini, ZKP;
LP: Džejbi: Džejbi, PKP RTB;
CD: Hymnos: Zeleni Jurij, Helidon/Obzorja Maribor;
CD: Džejbi: Melodija / skladbe po pesmih Edvarda Kocbeka, HYMNOS;
CD: Džejbi: Prostor, št. / skladbe po pesmih Srečka Kosovela, HYMNOS;
CD: Petra Marklund: Songs of Innocence by William Blake, HYMNOS;
CD: Brin: Mandora in brin, HYMNOS;
CD: Ad Hoc: Sinjina, HYMNOS;
CD: Ad Hoc: Odsevi, HYMNOS;
CD: Urška Arlič Gololičič in Rebeka Radovan: Beli valovi, HYMNOS;
CD: Maatjazh: Makedonske narodne, CREATE SPACE;
CD: Moje Drage Dame: Zrelo je, HYMNOS;
CD: Moje Drage Dame: Saulala, CREATE SPACE;
CD: Bazilio: Dru, CREATE SPACE;
CD: Moje Drage Dame: Sakura, HYMNOS;
CD: Tanja Curhalek: William Blake's Songs of Experience, CREATE SPACE;
CD: Zlata lina: Melita Osojnik, HYMNOS;
CD: Nadja&Matjaž: Vse žari, HYMNOS;
CD: Muzika za mandolino, kitaro in mandolo (igrajo Tanja Pirc, Valna Ožbolt in Nina Škrjanc), HYMNOS;
CD: Matjaž Jarc – L'infinito (simfonična in sakralna glasba), HYMNOS;
- Radijske igre:

Darkini zakladi – RA SLO;
Centralina telefonica – RAI Trieste;
La lavagna – RAI Trieste;
Vesna – RAI Trieste;
Ognjeni konjiček – Dokumentarna, CD;
Čokoladnik – Dokumentarna, CD;
- Radiofonske oddaje:

Kvadratura radiofonije;
Kult ali Ura (skupaj z Janezom Križajem);
Sto let po Ostercu – še Osterc? (skupaj z dr. Francetom Križnarjem);
Frekvence v plamenih;
Staranje glasbenega motiva (soavtor dr. France Križnar);
Pesem Siren (soavtor Jaka Jarc);
O čem govorijo ptice;
Beli valovi;
- Druge radijske oddaje:

Serija pravljic za oddajo »Lahko noč, otroci«;
Serija literarnih nokturnov;
Serija esejev za III. program RA SLO;
- Video:

Biseri in čas;
Svobodne ujetnice;
Brod;
Rušiti!;
Jabolko;
L’infinito;
Dru;
- TV portreti:

Goslar Demšar;
Irena Brunec, kiparka;
Maja Vidmar, prvakinja svetovnega pokala v športnem plezanju;
Maja Sonc, svetovna prvakinja v jazz baletu;
Gorazd Stražišar, gorski kolesar;
Tina Turk, evropska prvakinja v francoskem boksu;
- Knjige:

Maja;
Začarano mesto;
Zemlja;
Krvnikov zadnji medved;
Galerija;
Knjiga pesmi;
Al–1ka;
On;
Zlata lina;
Maat;
Fotoprizmati;
54 glos;
Ljubezen čez vse;
Venova pot;
Pesmi (elektronska knjiga);
Princesa in drevo (elektronska knjiga);
Džejbi (elektronska knjiga);
- Otroška literatura:

Ognjeni konjiček;
- Književni prevod:

Povesti Starega Egipta;
- Prispevki v revijah:

Srp;
Pamfil;
Terpsihora;
Kultura;
Media Watch;
GV Ius Info;
Nihaj;
Apokalipsa;
Zvon;
- Članki v časnikih:

Delo;
Dnevnik;
Slovenec;
Republika;
Ampak;

## Nagrade
- prva nagrada za besedilo otroške pesmice (Festival Blejski srček);

- prva nagrada za radiofonski esej na anonimnem natečaju Sveta RTV SLO, 1994;

- prva nagrada za radiofonski esej na anonimnem natečaju Sveta RTV SLO, 1995;

- prva nagrada za radiofonski esej na anonimnem natečaju Sveta RTV SLO, 1996;

- dvakrat bronasta nagrada za video »L'infinito« na Mednarodnem video festivalu Fotogramma d'oro;

(Trst) in na Mednarodnem frestivalu nekomercialnega filma v Mariboru (scenarij, glasba in režija);
- tretja nagrada za radijsko igro na mednarodnem festivalu Grand Prix URTI v Genovi, Italija;

- prva nagrada za dokumentarno radijsko igro na mednarodnem radijskem festivalu v Mashhadu, Iran